# Lilla gillets byggnad
Lilla gillets byggnad (lettiska: Mazā Ģildes nams, tyska: Haus der Kleine Gilde zu Riga, Sankt-Johannis-Gilde-Haus) är en byggnad i Gamla stan i Riga i Lettland. 
Byggnaden uppfördes 1864–1866 för Lilla gillet, eller Sankt Johannes gille, som var ett hantverkargille i Riga mellan 1362 och 1936. Det utfördes efter ritningar av Johann Felsko (1813–1902) i nygotisk stil.
Bredvid Lilla gillet hade ett tidigare hus för Lilla gillets medlemmar byggts 1855, ritat av samma arkitekt. Detta hus byggdes om 1901 för att anpassa rummen till en hantverkarskola. De två husen har förenats till ett huskomplex. 
Fortsatt byggnation och dekorationer av interiören skedde från 1888. 
Under 1999–2000 renoverades huset. 